# Islands (canção)
"Islands" é uma canção da banda britânica The XX lançado em 26 de outubro de 2009 no álbum xx.

## Parada musical
| Parada (2009)                     | Pico de posição |
| --------------------------------- | --------------- |
| Bélgica (Ultratop 50 de Flandres) | 16              |
| França (SNEP)                     | 90              |
| Reino Unido (UK Singles Chart)    | 34              |
| Reino Unido (OCC UK Indie)        | 3               |